# Station Włocławek Wąskotorowy
Station Włocławek is een spoorwegstation in de Poolse plaats Włocławek.